# Bruno Karl August Jung

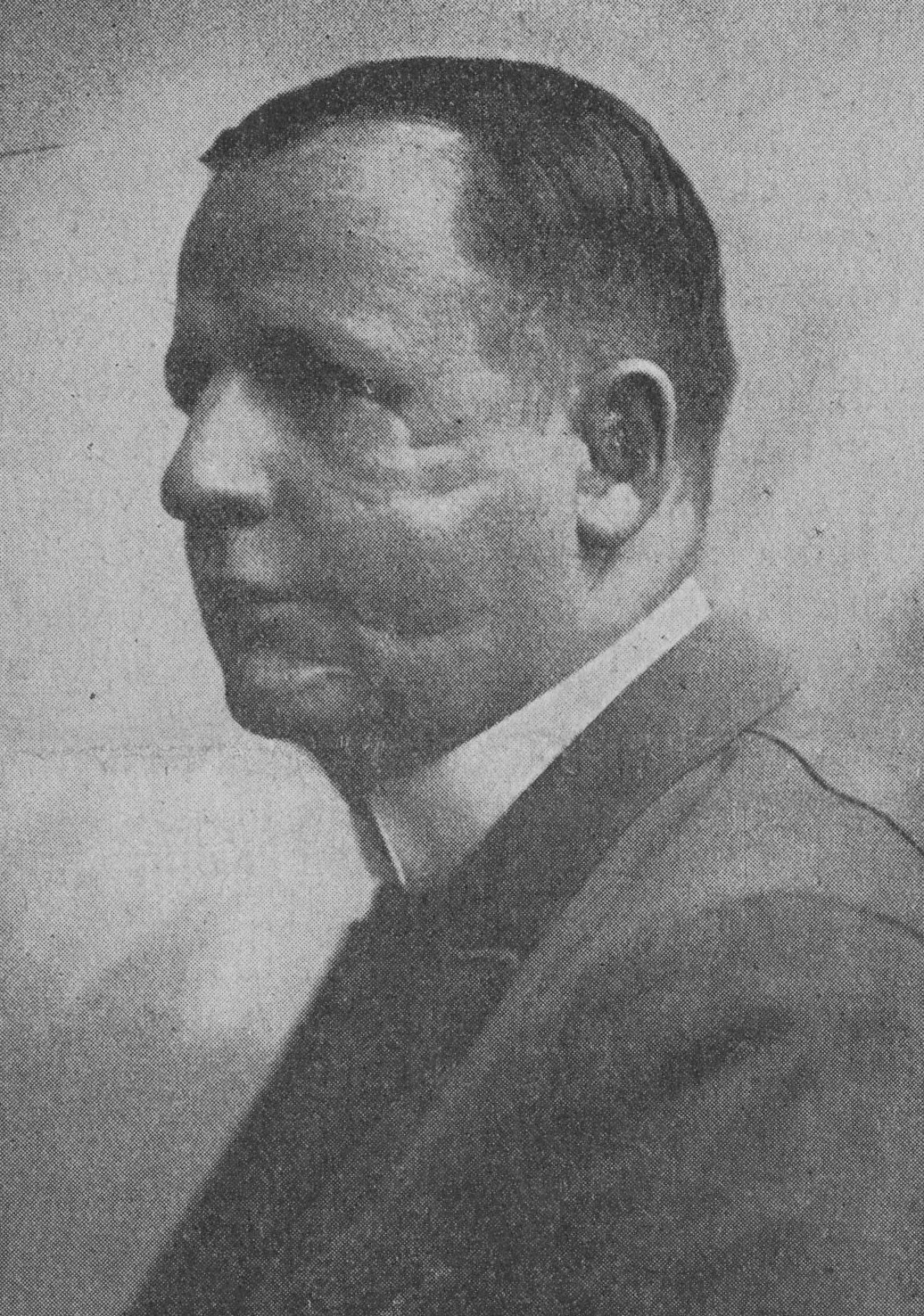
Bruno Karl August Jung, um 1927

Bruno Karl August Jung (* 2. April 1886 in Essen; † 13. Dezember 1966 in Göttingen) war ein deutscher Politiker (DVP, NSDAP). 

## Leben
Der Sohn eines Lehrers besuchte das Burggymnasium in Essen und machte 1904 das Abitur. Gerade 18 Jahre alt geworden, begann er zunächst an der Universität in Leipzig und von 1906 bis 1908 an der Westfälischen Wilhelms-Universität in Münster Rechtswissenschaften zu studieren.
Mit Beginn des Studiums trat Jung der Landsmannschaft Grimensia Leipzig bei. Seine Referendarzeit absolvierte er in Essen, Steele und Hamm. 1909 promovierte er dann in Erlangen.
1913 wurde Jung Stadtassessor und 1918 Landesrat der Provinzialverwaltung von Westfalen. Am 26. Oktober 1932 ernannte ihn die  Universität Göttingen zum Honorarprofessor. Ab dem 1. Mai 1926 war er Oberbürgermeister von Göttingen und blieb es bis zum Ablauf seiner regulären Amtszeit am 30. April 1938. Anschließend wurde er Dezernent für Fürsorgewesen in Hannover. Von November 1929 bis 1932 gehörte er für die DVP dem Provinziallandtag der Provinz Hannover an.
Am 20. Dezember 1937 beantragte Jung die Aufnahme in die NSDAP und wurde rückwirkend zum 1. Mai 1937 aufgenommen (Mitgliedsnummer 5.898.716). Zwischen 1940 und 1941 hatte er eine Stelle als Justitiar bei dem seit Ende der 1920er Jahre rechtsnationalistisch akzentuierten Stalling-Verlag in Oldenburg inne. Zur Zeit des Nationalsozialismus gab dieser Verlag Werke von Autoren aus dem NS-Führungskreis heraus, wie zum Beispiel Joseph Goebbels und Reichsinnenminister Wilhelm Frick. Bruno Jung und Verleger Heinrich Stalling waren durch eine persönliche Freundschaft verbunden.
Auf diese Tätigkeit folgte ein Posten als Landrat in Esch-sur-Alzette von Oktober 1941 bis Juni 1944. Dort zeichnete Jung als Vertreter der Zivilverwaltung auf Kreisebene verantwortlich für die völkerrechtswidrige Zwangsrekrutierung junger Luxemburger Männer in die Wehrmacht und Zwangsdienst für junge Luxemburgerinnen im Deutschen Reich. Die amtliche "Bekanntmachung über die Erfassung der Jahrgänge 1920–1924 zum Wehrdienst im Kreise Esch-Alzig", veröffentlicht im Escher Tageblatt vom 8. September 1942, schließt mit der Strafandrohung:

„Wer seiner Meldepflicht nicht, oder nicht pünktlich nachkommt, wird unnachsichtlich (sic) bestraft. Er hat schwerste Strafe zu gewärtigen.

Esch-Alzig, den 3. September 1942.

Der Landrat des Kreises Esch-Alzig

M.d.V.b.

gez. Dr. Jung“

Die Amtliche Bekanntmachung zur Erfassung der weiblichen Jugendlichen des Jahrgangs 1925, veröffentlicht am 17. Mai 1943 ebenfalls im Escher Tageblatt, schließt mit derselben Strafandrohung.
Gegen die Einführung der Zwangsrekrutierung in die Wehrmacht 1942 streikten landesweit Arbeiter großer Fabriken. Das Naziregime reagierte mit äußerster Brutalität. 20 Streikende wurden im Wald beim KZ Hinzert erschossen, der deutschstämmige Hans Adam, Mitglied der Widerstandsgruppe Alweraje, am 11. September 1942 in Köln durch das Fallbeil enthauptet. 125 Verhaftete wurden der Gestapo überstellt und in Konzentrationslager gebracht. Das Ereignis erlangte auch im Ausland große Beachtung.

An die Opfer der auf den Streik folgenden Repression wird in Luxemburg am 31. August, dem „Streikgedenktag“, erinnert.
Von Juni 1944 bis zum 28. Februar 1945 war Bruno Jung stellvertretender Landrat in Zell.
Bruno Jungs Grab befindet sich auf dem Stadtfriedhof Göttingen.

## Ehrungen
Seit dem 2. April 1961 war Jung Ehrenbürger von Göttingen, wobei diese Würde mit seinem Tod 1966 erlosch.
Der Bruno-Jung-Weg im Göttinger Ostviertel war seit 9. Oktober 1970 nach ihm benannt. 2016 wurde diese Benennung auf Grundlage eines Beschlusses des Göttinger Stadtrats rückgängig gemacht dazu der seit 1987 bestehende Lou-Andreas-Salomé-Weg verlängert.

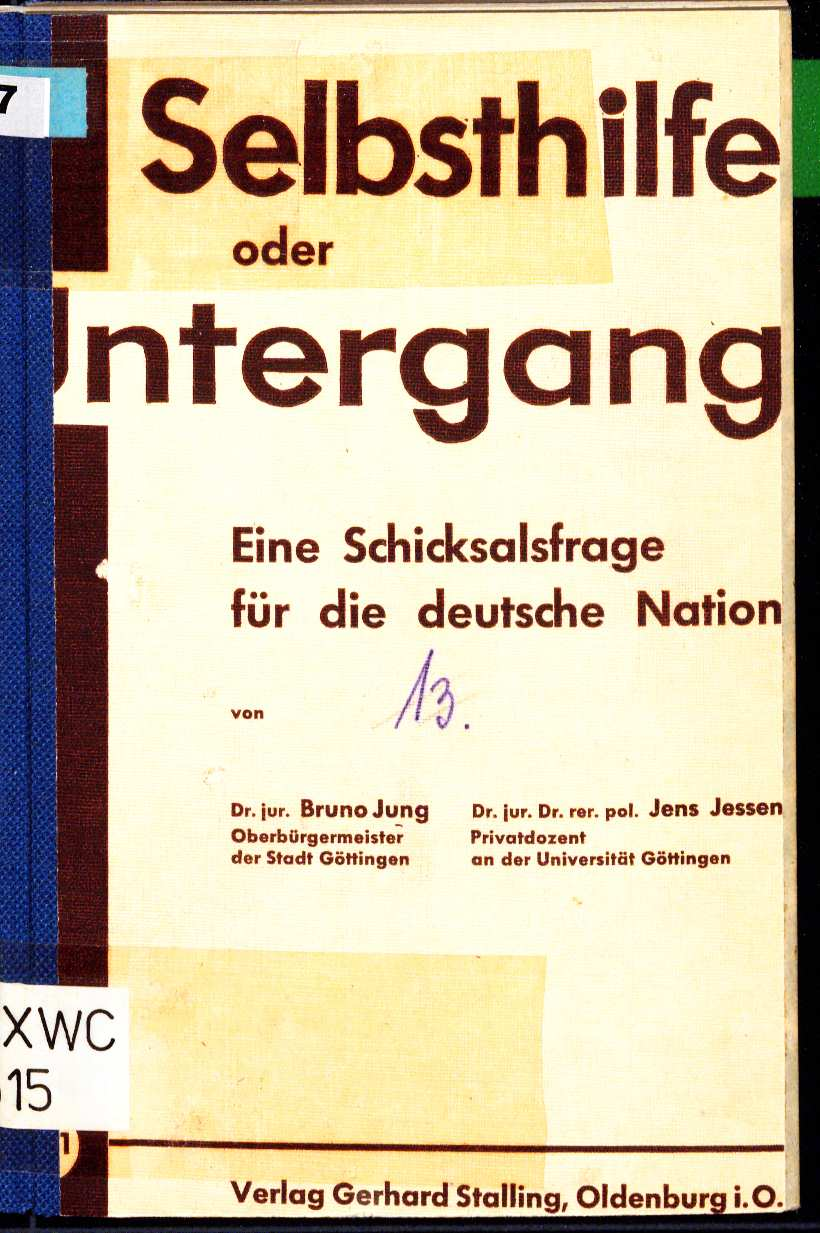
Selbsthilfe oder Untergang 1931

## Schriften
- Beiträge zur sozialen Fürsorge. Hrsg. im Auftrage des Westfälischen Provinzialverbandes von Bruno Jung und Heinrich Weber. 8 Bände. Aschendorff, Münster 1925–1927.
- mit Jens Jessen: Selbsthilfe oder Untergang: Eine Schicksalsfrage für die deutsche Nation. Stalling, Oldenburg 1931.